# Aeroporto de Caicó
O Aeroporto de Caicó – Rui Mariz (IATA: ***, ICAO: SNKK) é um aeroporto, localizado no município de Caicó, no estado de Rio Grande do Norte. Situado a 221 quilômetros da capital Natal.
Sendo sua operação limitada apenas ao período diurno, devido à ausência de sistema de iluminação para pousos e decolagens à noite.

## Reforma
O aeroporto passou por reformas durante o mandato da governadora Rosalba Ciarlini, o que levou a um novo processo de homologação através da Agência Nacional de Aviação Civil (ANAC) e do Comando da Aeronáutica (COMAER). Durante o período de revitalização, o aeroporto se manteve fechado por oferecer riscos à atividade aérea. No entanto, de acordo com o Departamento de Controle do Espaço Aéreo (DECEA), foi reaberto para uso público no dia 5 de dezembro de 2014.
Em 2014, foi incluído no Plano de Desenvolvimento da Aviação Regional (PDAR), programa do Governo Federal que prevê investimentos de R$ 7,3 bilhões para construir e reformar 270 aeroportos regionais no Brasil. No Rio Grande do Norte, Caicó e Mossoró foram as únicas cidades contempladas. Segundo informações da Secretaria Nacional de Aviação Civil (SAC), estima-se que serão gastos R$ 218,2 milhões na construção e reforma dos dois aeroportos.
O PDAR foi suspenso em meados de 2015, o que inviabilizou o prosseguimento das etapas de construção.
Em janeiro de 2022, o aeroporto foi interditado pela ANAC, devido a: falta de uma cerca de segurança; falta de vigilância; presença de animais de grande porte (gado) na pista e a invasão de moradores nas áreas de pátio e de pista.